# Shaliuhe (häradshuvudort i Kina, Qinghai Sheng, lat 37,33, long 100,13)
Shaliuhe (kinesiska: 刚察县) är en häradshuvudort i Kina. Den ligger i provinsen Qinghai, i den nordvästra delen av landet, omkring 160 kilometer nordväst om provinshuvudstaden Xining. Antalet invånare är 41 333. Befolkningen består av 19 552 kvinnor och 21 781 män. Barn under 15 år utgör 22,0 %, vuxna 15-64 år 72 %, och äldre över 65 år 4,0 %.
Runt Shaliuhe är det mycket glesbefolkat, med 7 invånare per kvadratkilometer. Shaliuhe är det största samhället i trakten. Trakten runt Shaliuhe består i huvudsak av gräsmarker.
Genomsnittlig årsnederbörd är 452 millimeter. Den regnigaste månaden är augusti, med i genomsnitt 117 mm nederbörd, och den torraste är december, med 2 mm nederbörd.